# Fredrik Saltzman
Fredrik Saltzman, född 19 oktober 1839 i Helsingfors, död där 4 maj 1914, var en finländsk kirurg och ämbetsman. Han var far till Fredrik Saltzman (1881–1972).
Fredrik Saltzman blev 1857 student, 1867 medicine doktor, 1871 docent i kirurgi, 1879 extra ordinarie och 1883 ordinarie professor i kirurgi vid Helsingfors universitet. Tack vare sin konsekvent genomförda antiseptik och aseptik blev han den förste, som i Finland med framgång utförde de stora bukoperationerna, och genom stor förmåga som operatör och klinisk lärare utövade han ett mycket betydelsefullt inflytande på läkarutbildningen i Finland. 
Organisatorisk förmåga visade Saltzman redan vid uppförandet av det nya Kirurgiska sjukhuset i Helsingfors, och för densamma öppnades ett vidsträckt fält, då han 1890 utnämndes till generaldirektör i Medicinalstyrelsen i Finland. Vid sin avgång 1901 hade han genomfört en lång rad viktiga reformer, även om hans förslag på grund av omständigheterna långt ifrån alltid blivit realiserade.  
Saltzmans skrifter, Om septikämi (1867), Om resektion i armbågsleden (1871), Om laparotomi vid inre tarmocklusion (1882) hänför sig uteslutande till den praktiska kirurgin. Mångsidigt bildad, hyste han särskilt intresse för musik, och  Helsingfors musikinstitut hade i honom en av sina verksammaste gynnare.

## Utmärkelser
- Sankt Annas orden, andra klass,  1891[1]
- Sankt Vladimirs orden, fjärde klassen,  1894[1]
- Sankt Vladimirs orden, tredje klass,  1896[1]

[Redigera Wikidata]